# Jekaterina Wladimirowna Makarowa
Jekaterina Wladimirowna Makarowa (russisch Екатерина Владимировна Макарова; englische Schreibweise Ekaterina Makarova; * 15. Februar 1996) ist eine russische Tennisspielerin.

## Karriere
Makarowa begann im Alter von sieben Jahren mit dem Tennissport und spielt vorrangig auf Turnieren der ITF Women’s World Tennis Tour, wo sie bislang sieben Einzel- und zwölf Doppeltitel gewann.

## Turniersiege

### Einzel
| Nr. | Datum              | Turnier      | Kategorie   | Belag     | Finalgegnerin        | Ergebnis      |
| --- | ------------------ | ------------ | ----------- | --------- | -------------------- | ------------- |
| 1.  | 25. November 2018  | Stellenbosch | ITF $15.000 | Hartplatz | Anastasia Shaulskaya | 6:4, 6:4      |
| 2.  | 2. Dezember 2018   | Stellenbosch | ITF $15.000 | Hartplatz | Alice Gillan         | 6:2, 6:2      |
| 3.  | 9. Dezember 2018   | Stellenbosch | ITF $15.000 | Hartplatz | Alice Gillan         | 6:4, 6:4      |
| 4.  | 31. Juli 2022      | Horb         | ITF W25     | Sand      | Jaimee Fourlis       | 6:1, 6:0      |
| 5.  | 27. November 2022  | Iraklio      | ITF W25     | Sand      | Lina Gjorcheska      | 6:4, 5:7, 7:5 |
| 6.  | 24. September 2023 | Slobozia     | ITF W25     | Sand      | Lucija Ćirić Bagarić | 5:7, 6:4, 7:5 |
| 7.  | 27. Oktober 2024   | Iraklio      | ITF W35     | Sand      | Cristina Dinu        | 4:6, 6:3, 6:3 |

### Doppel
| Nr. | Datum             | Turnier        | Kategorie | Belag             | Partnerin           | Finalgegnerinnen                           | Ergebnis         |
| --- | ----------------- | -------------- | --------- | ----------------- | ------------------- | ------------------------------------------ | ---------------- |
| 1.  | 10. April 2021    | Schymkent      | ITF W15   | Sand              | Anschelika Issajewa | Sabina Sharipova Jekaterina Jaschina       | 7:64, 6:3        |
| 2.  | 11. Juni 2021     | Vilnius        | ITF W15   | Hartplatz         | Anna Morgina        | Justina Mikulskytė Akvilė Paražinskaitė    | 6:2, 3:6, [10:2] |
| 3.  | 28. August 2021   | Verbier        | ITF W25   | Sand              | Erika Andrejewa     | Diāna Marcinkēviča Marija Timofejewa       | 7:62, 6:1        |
| 4.  | 26. Februar 2022  | Nur-Sultan     | ITF W60   | Hartplatz (Halle) | Linda Nosková       | Anna Sisková Marija Timofejewa             | 6:2, 6:3         |
| 5.  | 5. März 2022      | Nur-Sultan     | ITF W25   | Hartplatz (Halle) | Kamilla Bartone     | Anna Sisková Marija Timofejewa             | 1:6, 7:5, [10:8] |
| 6.  | 30. Juli 2022     | Horb am Neckar | ITF W25   | Sand              | Jekaterina Reingold | Jaimee Fourlis Alana Parnaby               | 2:6, 6:4, [10:8] |
| 7.  | 5. November 2022  | Trnava         | ITF W25   | Hartplatz (Halle) | Alice Robbe         | Katarína Kužmová Anna Sisková              | 6:3, 7:5         |
| 8.  | 26. November 2022 | Iraklio        | ITF W25   | Sand              | Oana Gavrilă        | Denislawa Gluschkowa Anastassija Soboljewa | 6:1, 6:3         |
| 9.  | 30. Dezember 2023 | Navi Mumbai    | ITF W40   | Hartplatz         | Kamilla Bartone     | Funa Kozaki Misaki Matsuda                 | 6:3, 1:6, [10:7] |
| 10. | 31. August 2024   | Oldenzaal      | ITF W50   | Sand              | Polina Kudermetowa  | Freya Christie Yuliana Lizarazo            | 6:4, 1:6, [10:7] |
| 11. | 19. Oktober 2024  | Iraklio        | ITF W35   | Sand              | Marie Benoît        | Luiza Fullana Michaela Laki                | 7:64, 6:1        |
| 12. | 8. März 2025      | Gurugram       | ITF W35   | Hartplatz         | Jekaterina Reingold | Polina Jazenko Marija Tkatschowa           | 2:6, 6:4, [10:7] |